# Jiří Krejčík
Jiří Krejčík (26. června 1918 Praha – 8. srpna 2013 Praha) byl český režisér, scenárista, příležitostný herec a vysokoškolský pedagog. V roce 1998 získal Českého lva za dlouholetý umělecký přínos českému filmu. Jako režisér proslul dramatickými i komediálními filmy. Působil i jako divadelní režisér.

## Život
Po maturitě studoval na technice, během protektorátu působil u soukromé firmy a posléze jako statista a adept režie v barrandovských ateliérech, což ho uchránilo před totálním nasazením. Později se věnoval samostatné režijní práci, zprvu u reklamních a krátkých filmů. Jako režisér celovečerního hraného filmu debutoval v roce 1947 snímkem Týden v tichém domě na motivy povídek Jana Nerudy. V 50. letech se (mj. společně s Janem Werichem) podílel na scénáři a přípravě filmu Císařův pekař a pekařův císař, který měl původně i režírovat, nakonec ale snímek režíroval Martin Frič.
Vzhledem ke svému negativnímu postoji k tehdejšímu komunistickému režimu nemohl pravidelně točit své filmy.[zdroj?]
Svého režijního vrcholu dosáhl zejména v šedesátých letech 20. století. V té době natočil výrazné filmy jako například Vyšší princip (1960), drama z období druhé světové války po atentátu na Reinharda Heydricha, dále hořkou komedii Svatba jako řemen (1967) a komedii na námět divadelní hry irského dramatika Seana O'Caseyho Pension pro svobodné pány (1967).
V sedmdesátých letech 20. století režíroval především životopisný film Božská Ema (1979) o životě významné české operní zpěvačky Emy Destinnové. Pedagogicky působil na FAMU, od 2. května 2006 jako profesor pro obor filmové, televizní a fotografické umění a nová média – režie.
Divákům může být znám hereckou rolí lékaře ve filmu Pelíšky (1999) nebo řezníka ve Slavnostech sněženek.
Zemřel po několikadenním pobytu v nemocnici v srpnu 2013 ve věku pětadevadesáti let. Poslední rozloučení proběhlo v pražském kostele svatého Vojtěcha.
Jeho dcera Jiřina byla manželkou hudebního skladatele Pavla Vaculíka.

## Ocenění
- Laureát státní ceny (1953, 1955)
- Zasloužilý umělec (1968)
- Vyznamenání Za vynikající práci  (1980)
- Český lev (1999)
- Cena Vladislava Vančury (2000)
- medaile Za zásluhy  II. stupeň (2001)
- Cena za mimořádný umělecký přínos světovému filmu (Mezinárodní filmový festival Karlovy Vary) (2005)

## Režijní filmografie

### Celovečerní filmy
- Týden v tichém domě (1947)
- Ves v pohraničí (1948)
- Svědomí (1949)
- Nad námi svítá (1952)
- Frona (1954)
- O věcech nadpřirozených – povídka Glorie (1958)
- Morálka paní Dulské (1958)
- Probuzení (1959)
- Vyšší princip (1960)
- Labyrint srdce (1961)
- Polnočná omša (1962)
- Čintamani a podvodník (1964)
- Pension pro svobodné pány (1967)
- Svatba jako řemen (1967)
- Hry lásky šálivé (1971)
- Podezření (1972)
- Božská Ema (1979)
- Prodavač humoru (1984)

### Televizní filmy
- Psíčci lorda Carletona (1970)
- Silvestr svobodného pána (1979)
- Povídka malostranská (1981)
- Tichý podnájemník (1981)
- Babička se zbláznila (1982)
- Milenci pani Suzanne (1985)
- Nepočestná (1988)
- Podnájem na Champs Ellysées (1990)
- Muž, který neměl důvěru (1991)
- Svatá noc (2001)
- Dědictví slečny Innocencie (2003)
- Slečna Julie (2005)
- Osudové peníze (2010)

### Dokumentární filmy
- Naši havíři (1943)
- Každý na své místo (1943)
- Zdař Bůh, hoši! (1944)
- V hlubinách země (1944)
- Kováci (1946)
- Důvěrou k míru (1946)
- Praha... bude naše? (1994–1996)
- Maturita v listopadu (2000) (TV)
- Národ v sobě (2002) – o vleklé kauze restituce a prodeji restaurační budovy Národního divadla[5]
- 24 (2011)
- Dlouhý srpen Jiřího Krejčíka (2012) (TV film)
- Můj Vladimír Pucholt (2015) (TV film)

## Herecká filmografie
- Maskovaná milenka (1940)
- Slavnosti sněženek (1983)
- Labyrint (1991)
- Pelíšky (1999)
- Pamětnice (2009)